# Roméo Onze
Pour plus de détails, voir Fiche technique et Distribution.
Roméo Onze est un film québécois réalisé par Ivan Grbovic, sorti en 2011.

## Synopsis
Rami, un jeune collégien handicapé d'origine libanaise à Montréal, vit sous le joug d'un père autoritaire qui le pousse à trouver une épouse. Mais Rami est un homme timide qui arrive difficilement à se lier d'amitié. Il préfère l'anonymat de la toile et s'est inventé un avatar pour contacter des femmes en se faisant passer pour un riche homme d'affaires dont le nom sur le chat est Roméo11. Piégé par ses propres mensonges, il se voit un jour contraint de donner un rendez-vous sentimental à une inconnue dans un hôtel luxueux.

## Fiche technique
- Titre : Roméo Onze
- Réalisation : Ivan Grbovic
- Scénario : Ivan Grbovic et Sara Mishara
- Photographie : Sara Mishara
- Montage : Hubert Hayaud
- Producteurs : Paul Barbeau et Ivan Grbovic
- Musique : Charles Ives, Hans Otter, Lucas Yeague
- Direction artistique et costumes : Patricia McNeil
- Son : Marcel Chouinard
- Pays : Québec (Canada)
- Langues : français
- Genre : drame
- Durée : 91 min.
- Dates de sortie : 
  -  République tchèque : 7 juillet 2011 (Première mondiale au Festival international du film de Karlovy Vary)
  -  Québec : 9 mars 2012

## Distribution
- Ali Ammar : Rami
- Joseph Bou Nassar : Ziad
- Sanda Bourenane : Turcotte, le patient
- Eleonore Millier : May Hilal
- Caline Habib : Nada
- Ziad Ghanem : Bassam
- Mathieu Nadeau-Vallée : Laurent
- Karim Traiaia : Martin
- Nassim Sharara : Samer
- Mandi Tiab : Mandi
- Luiza Corcora : une employée
- Francis Doumit : Le prêtre
- Mirvad Naddaf : le chanteur
- Mario Trad : le DJ
- Rita El Kayal : Carole
- Brian Léveillé : Adolescent #1
- Olivier Koomsatira : Adolescent #2
- Christine Khoury : une femme libanaise
- Jesse Blondin : une jeune femme du fast-food
- Antoine Zéhil : un homme libanais
- François Côté : le médecin
- Francis Lahaye : le kinésiologue
- Marie Khoury : Myriam

## Prix et nominations

### Prix
- Mention au Festival international du film de Karlovy Vary en juillet 2011
- Prix découverte au Festival international du film francophone de Namur en octobre 2011
- Prix des valeurs humaines au Festival international du film de Thessalonique 2011
- Prix du Festival du nouveau cinéma de Montréal 2011
- Grand Prix du jury au Festival international du premier film d'Annonay en février 2012

### Nominations
- 15e soirée des prix Jutra : 
  - Meilleur film
  - Meilleure réalisation pour Ivan Grbovic
  - Meilleur acteur pour Ali Ammar
  - Meilleur scénario pour Ivan Grbovic et Sara Mishara
  - Meilleur montage pour Hubert Hayaud